# Igreja do Colégio (Funchal)

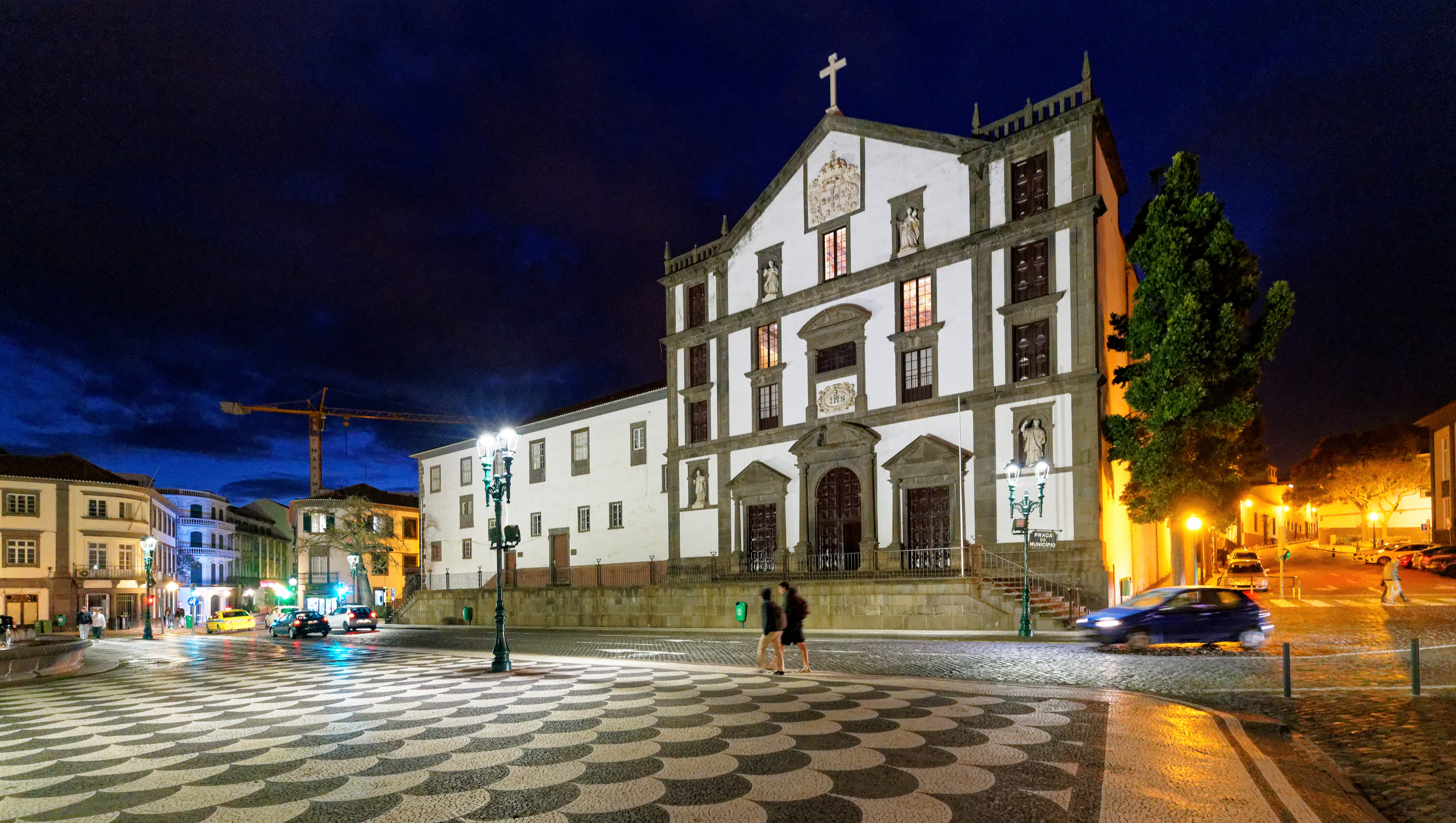
Jesuitenkirche Igreja do Colégio

Die Igreja do Colégio (mit vollem Namen: Igreja de São João Evangelista do Colégio) am Praça do Município in Funchal auf der Insel Madeira ist die der dortigen Jesuitenschule zugeordnete Jesuitenkirche. Ihr Patron ist der hl. Evangelist Johannes.

## Geschichte

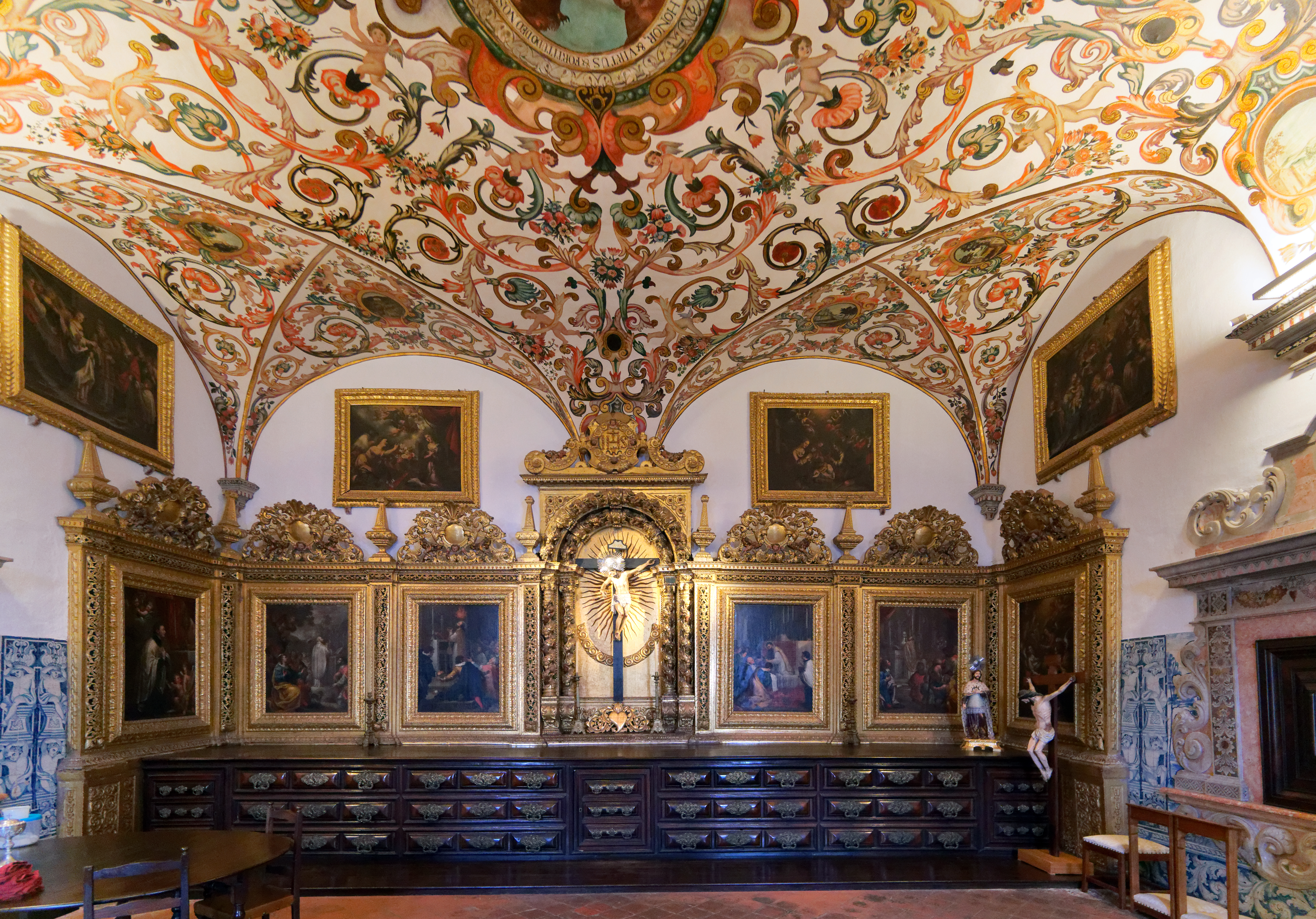
Die Sakristei

Im Jahre 1569 bekamen drei Jesuitenpriester von ihrem Orden den Auftrag, auf Madeira eine Jesuitenschule aufzubauen. 1599 begannen sie mit dem Bau der Schule. 1629 wurde der Grundstein für den Bau der Kirche gelegt, 1647 wurde sie fertiggestellt. Bis in das 19. Jahrhundert war dieses der größte Gebäudekomplex in ganz Funchal. Heute gehört die Jesuitenschule zur Universität Madeira.

## Ausstattung

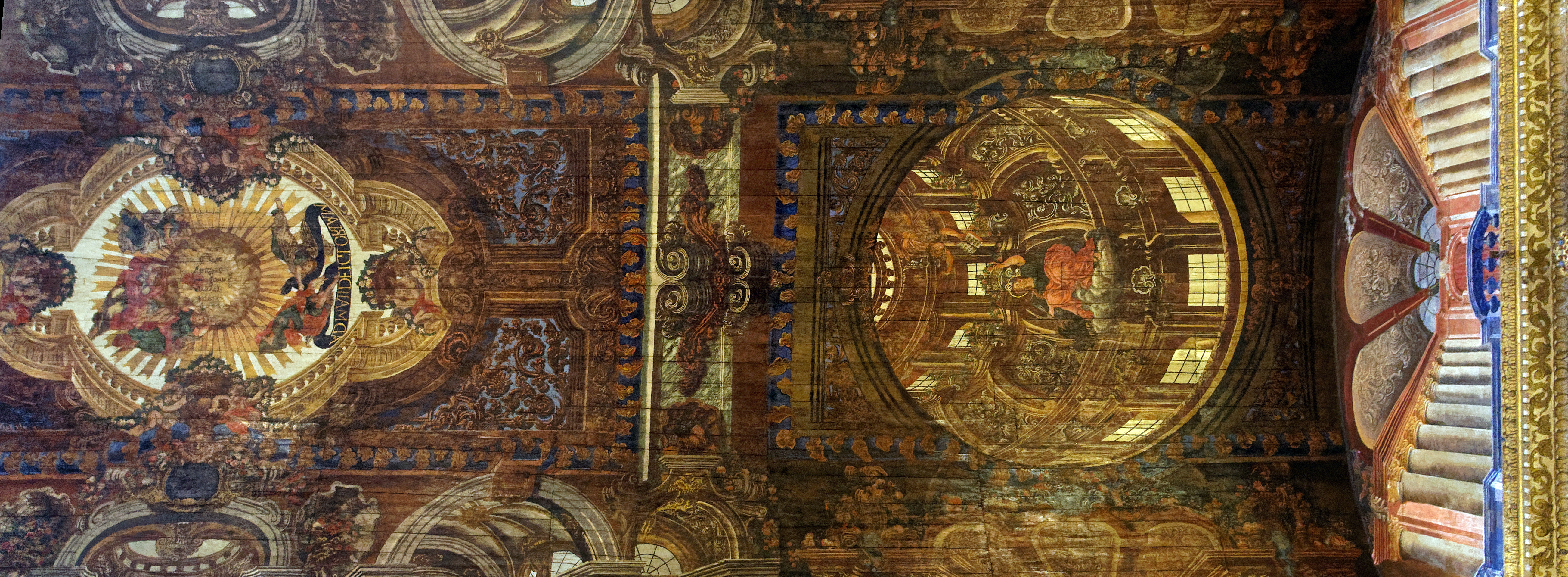
Die prachtvolle Holzdecke

In der Kirche befinden sich an beiden Seiten reich verzierte Kapellen mit Fenstern und Balkonen auf der Höhe des Chores, unter anderem die Kapelle der Elftausend Jungfrauen mit dem bemerkenswerten Altar. Der Baustil dieser Kirche entwickelte sich gegen Ende des 16. Jahrhunderts in ganz Portugal und ist mit dem großen Kirchenschiff typisch für die Jesuitentempel. Besonders wertvoll ist der Hochaltar wegen seiner Holzschnitzarbeiten. Die Wände der Kirche sind teilweise mit Azulejos belegt, die in Lissabon hergestellt wurden.

Im Innern der Jesuitenkirche
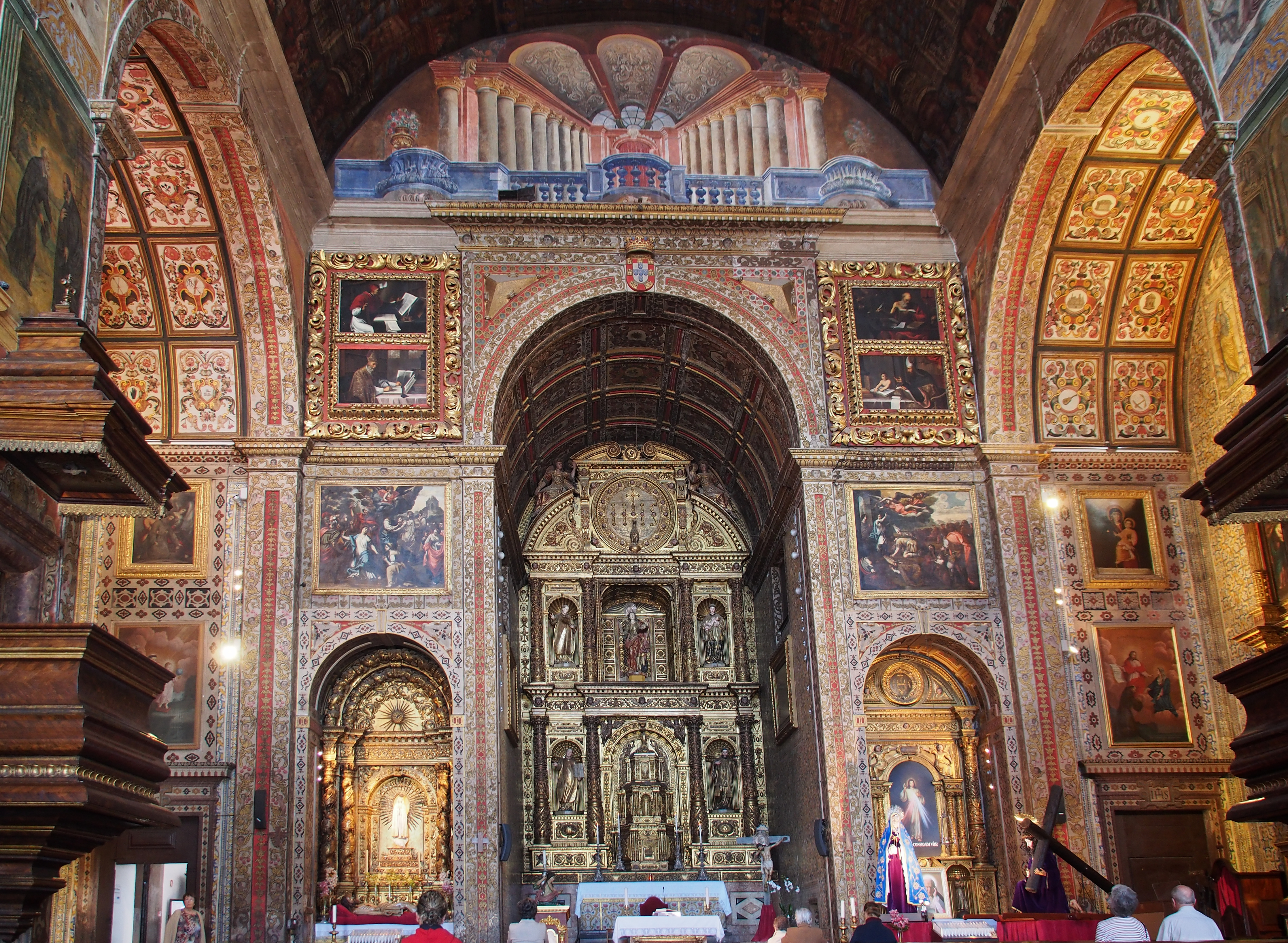
Hauptaltar
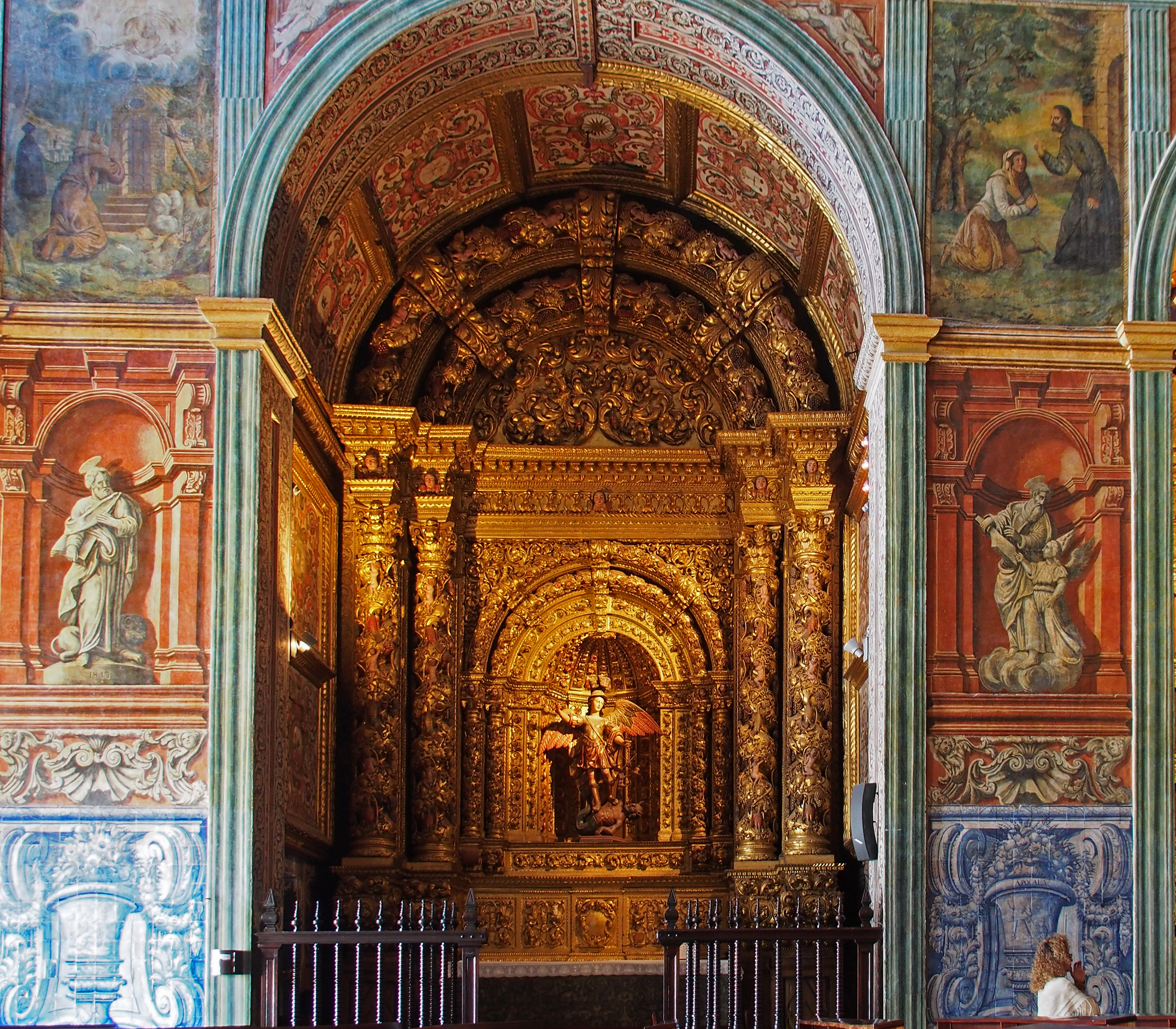
Kapelle des Sankt Michael
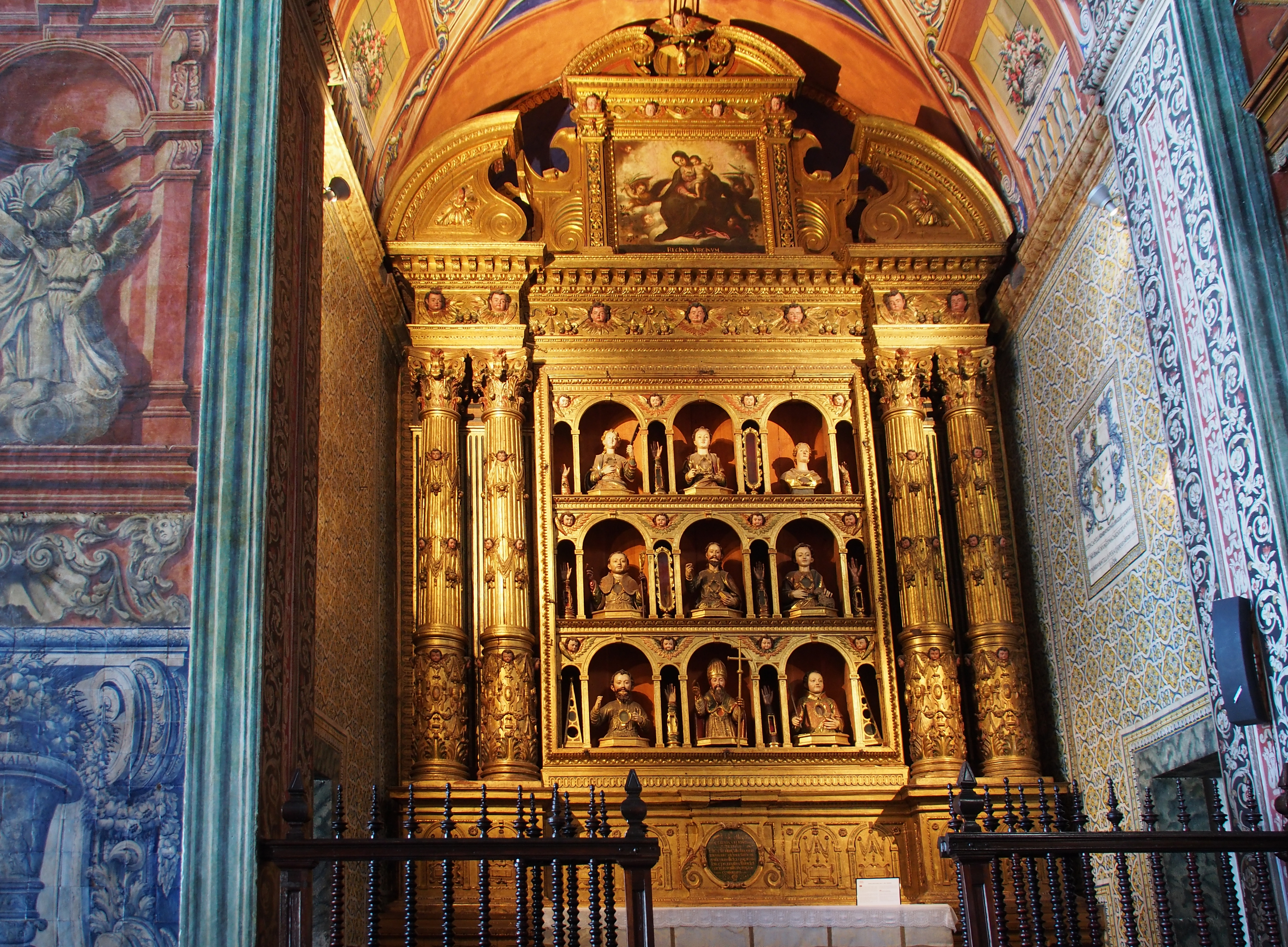
Kapelle der Elftausend Jungfrauen
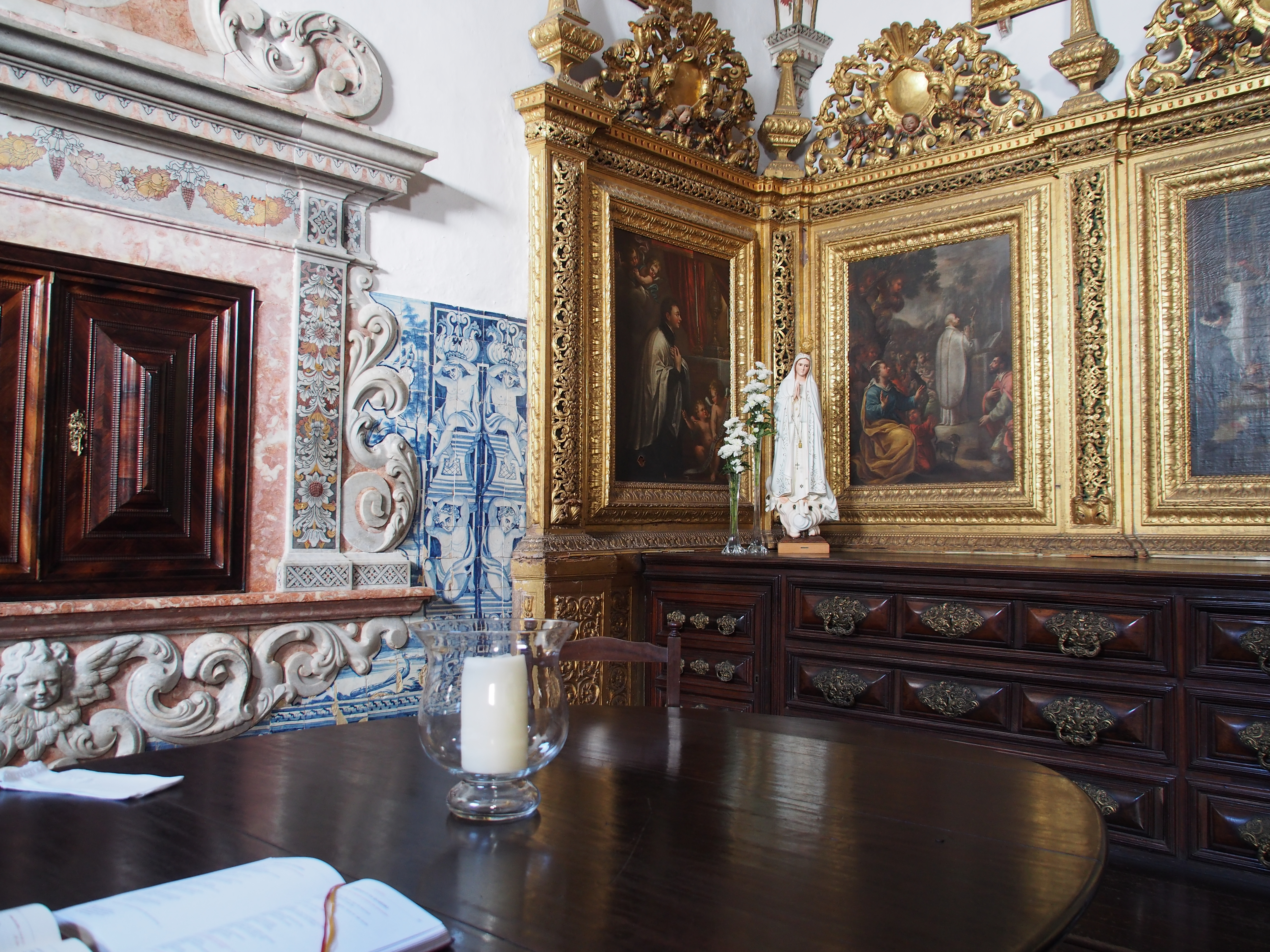
In der Krypta

die Seitenaltäre
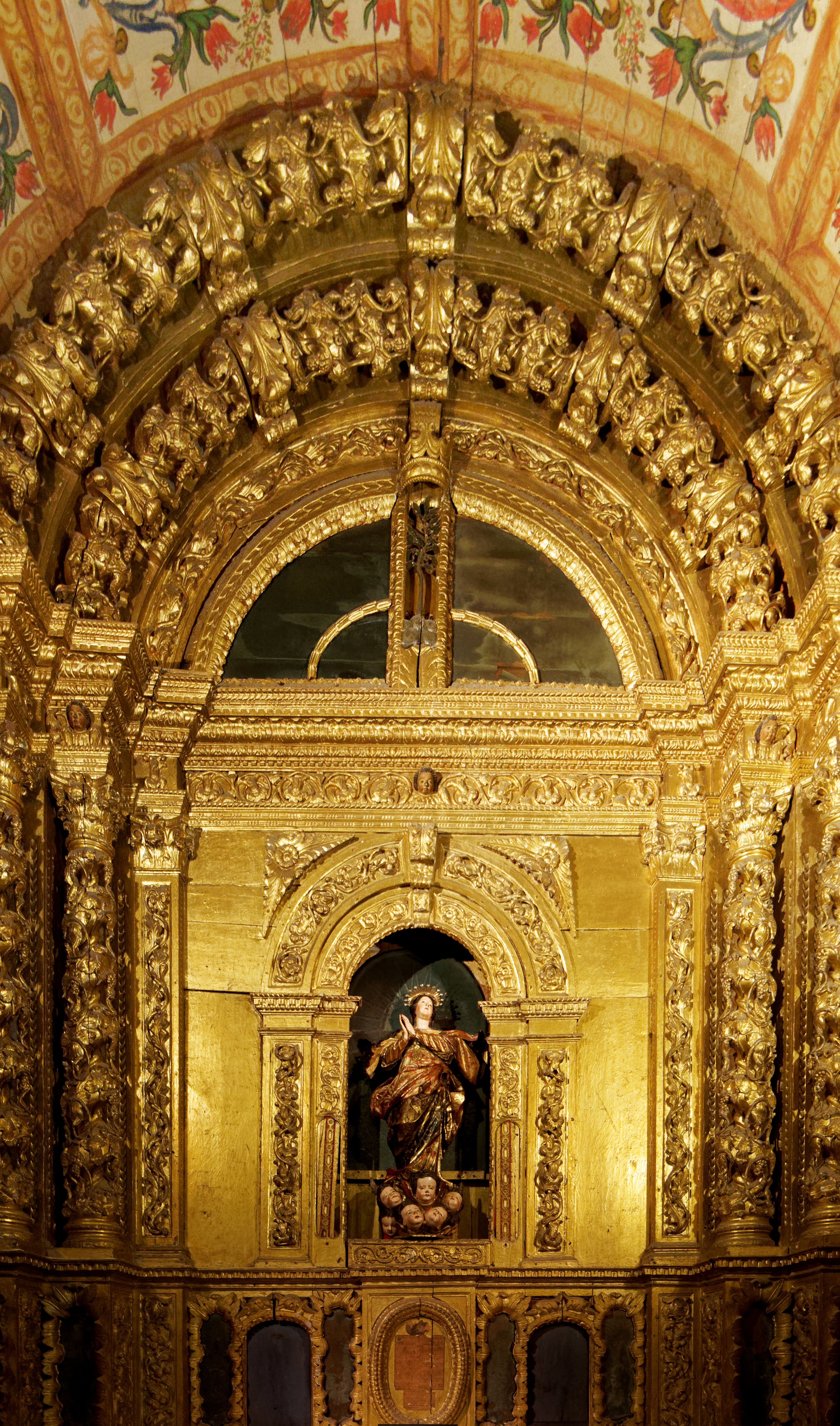
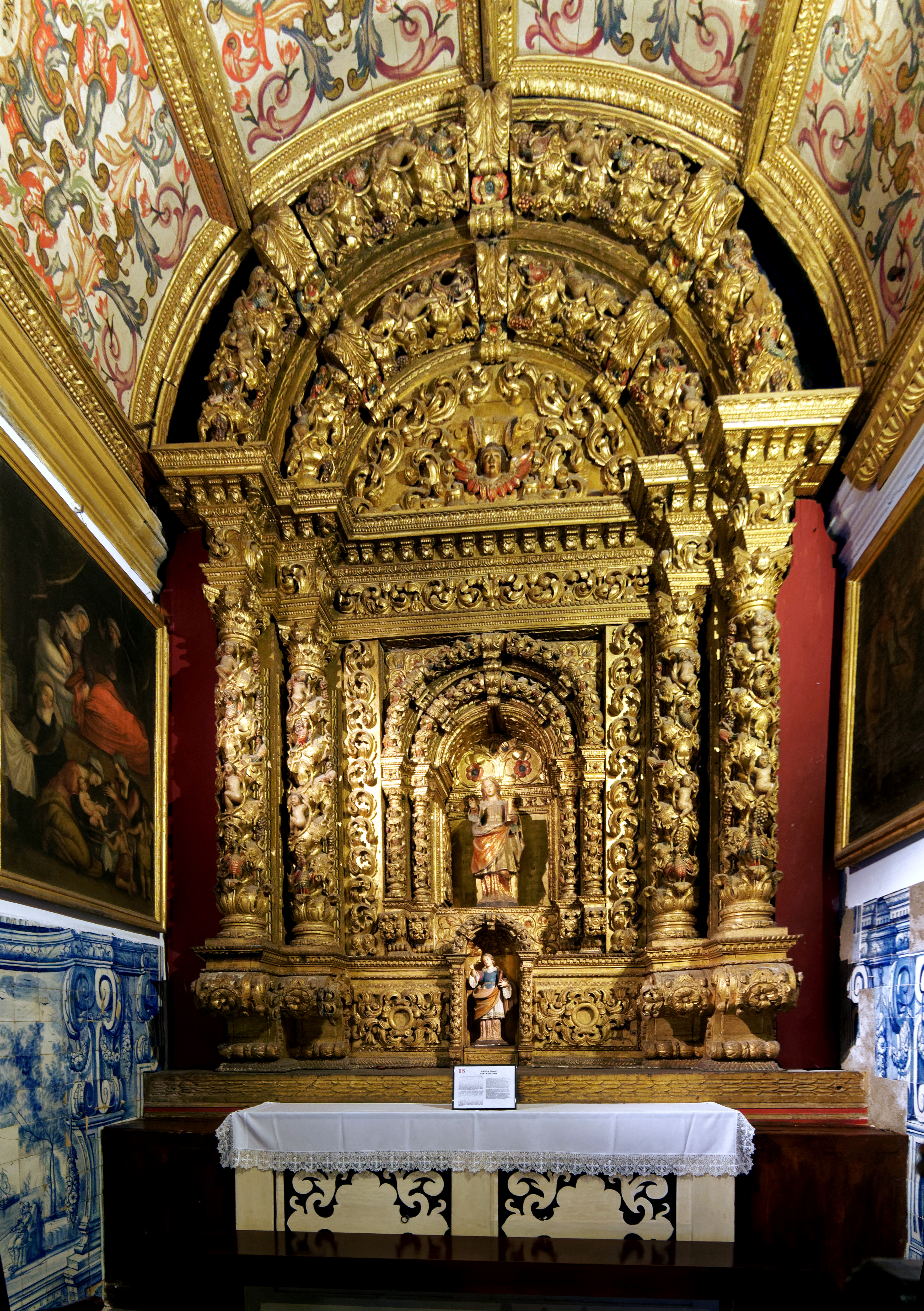
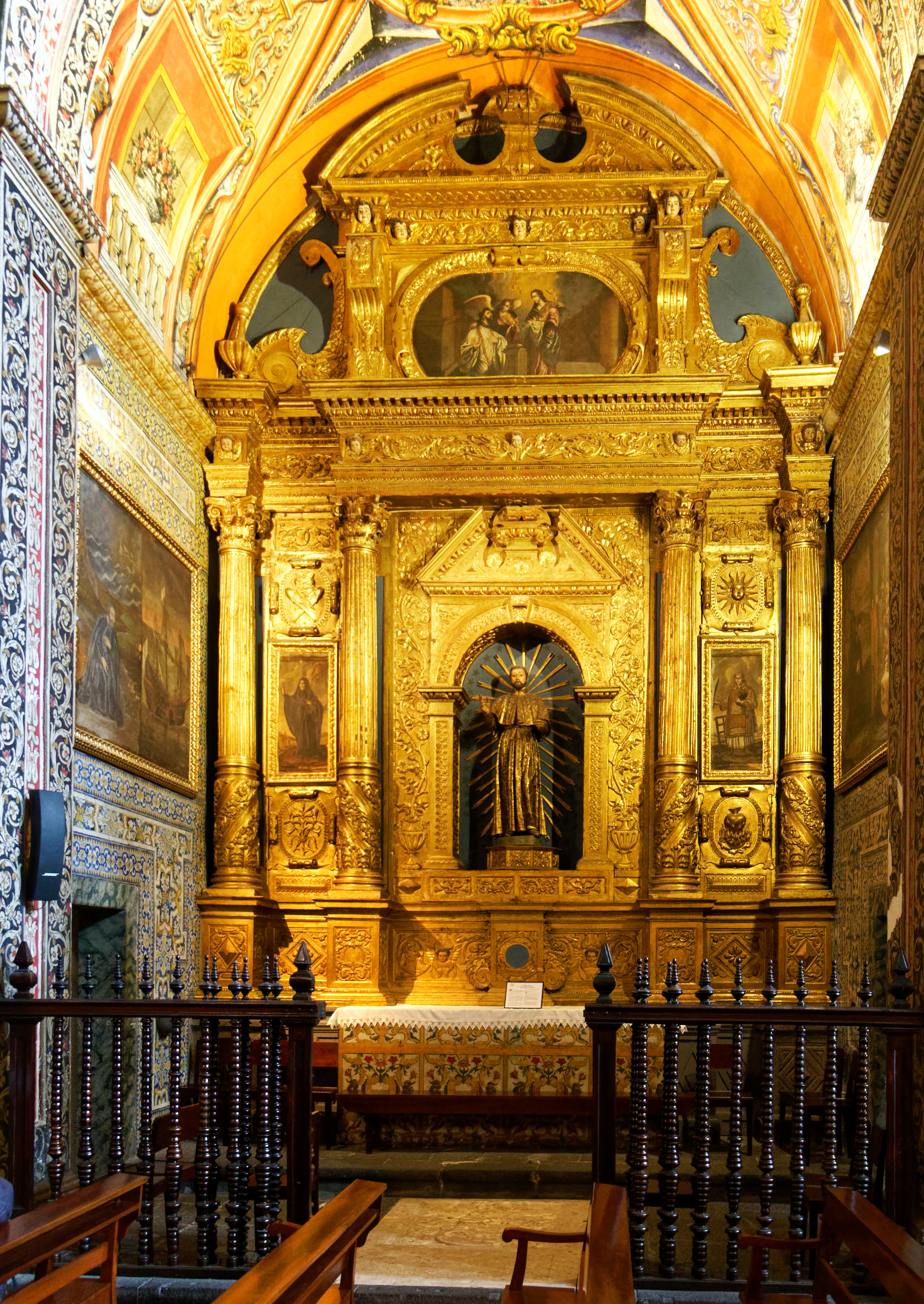
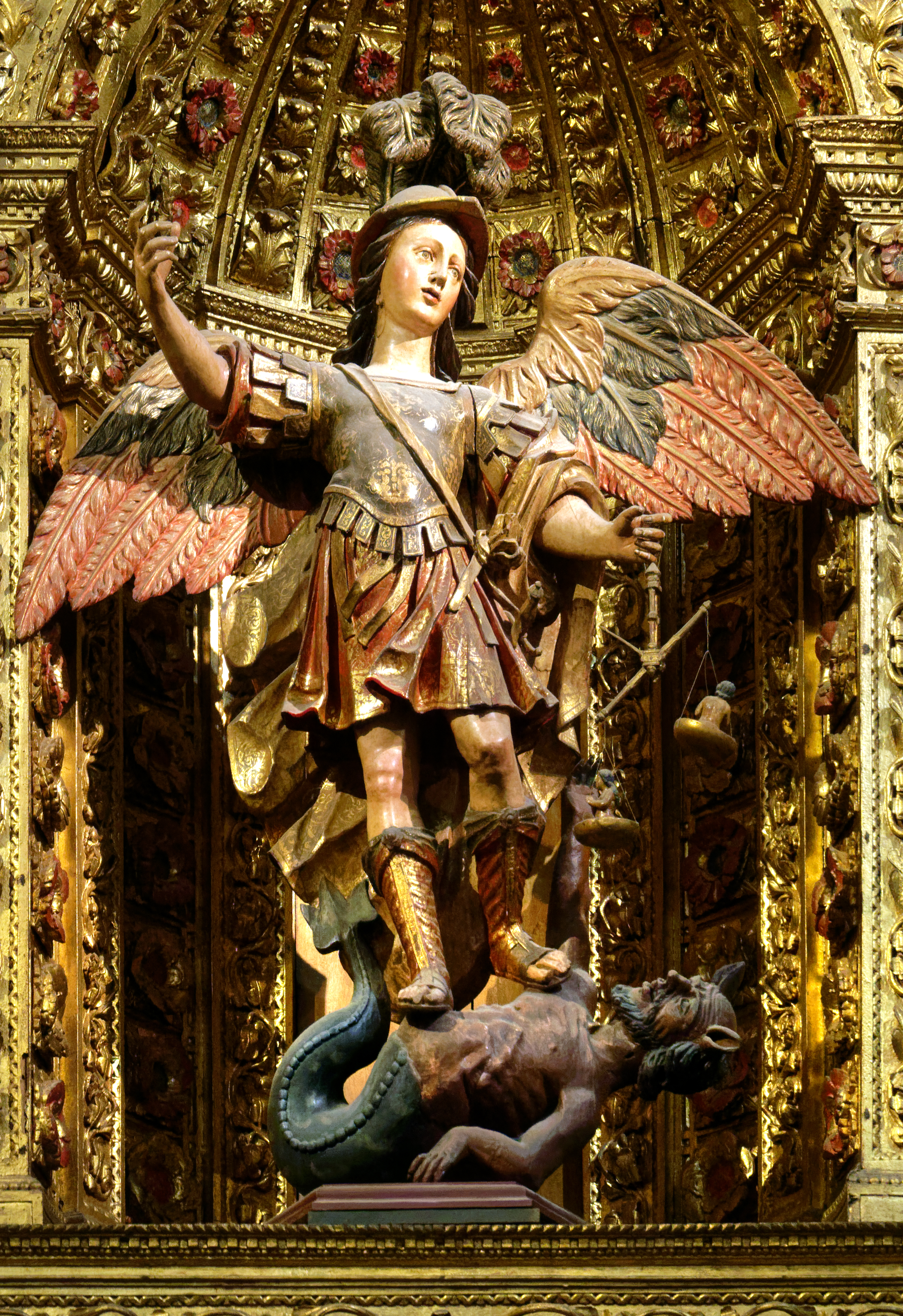
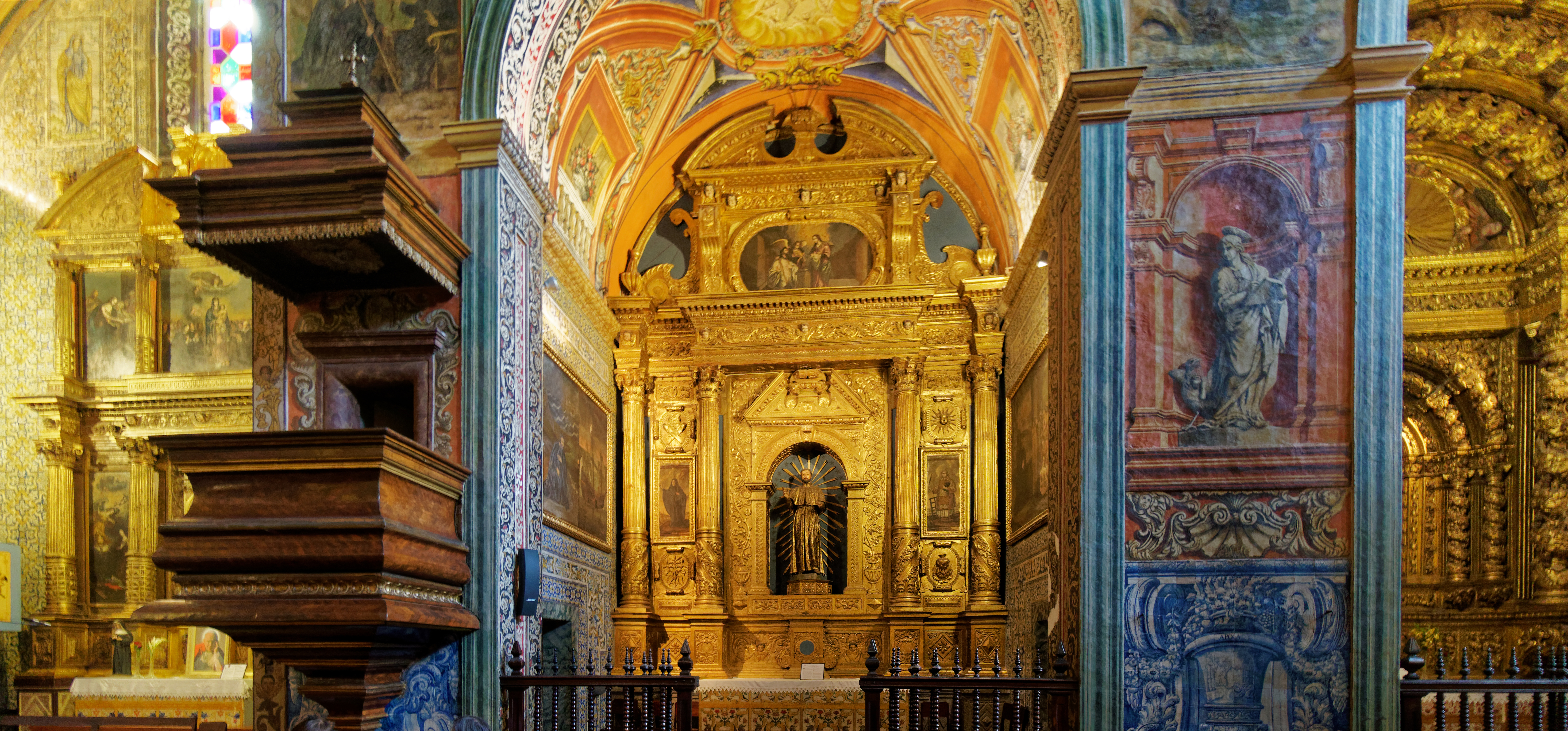
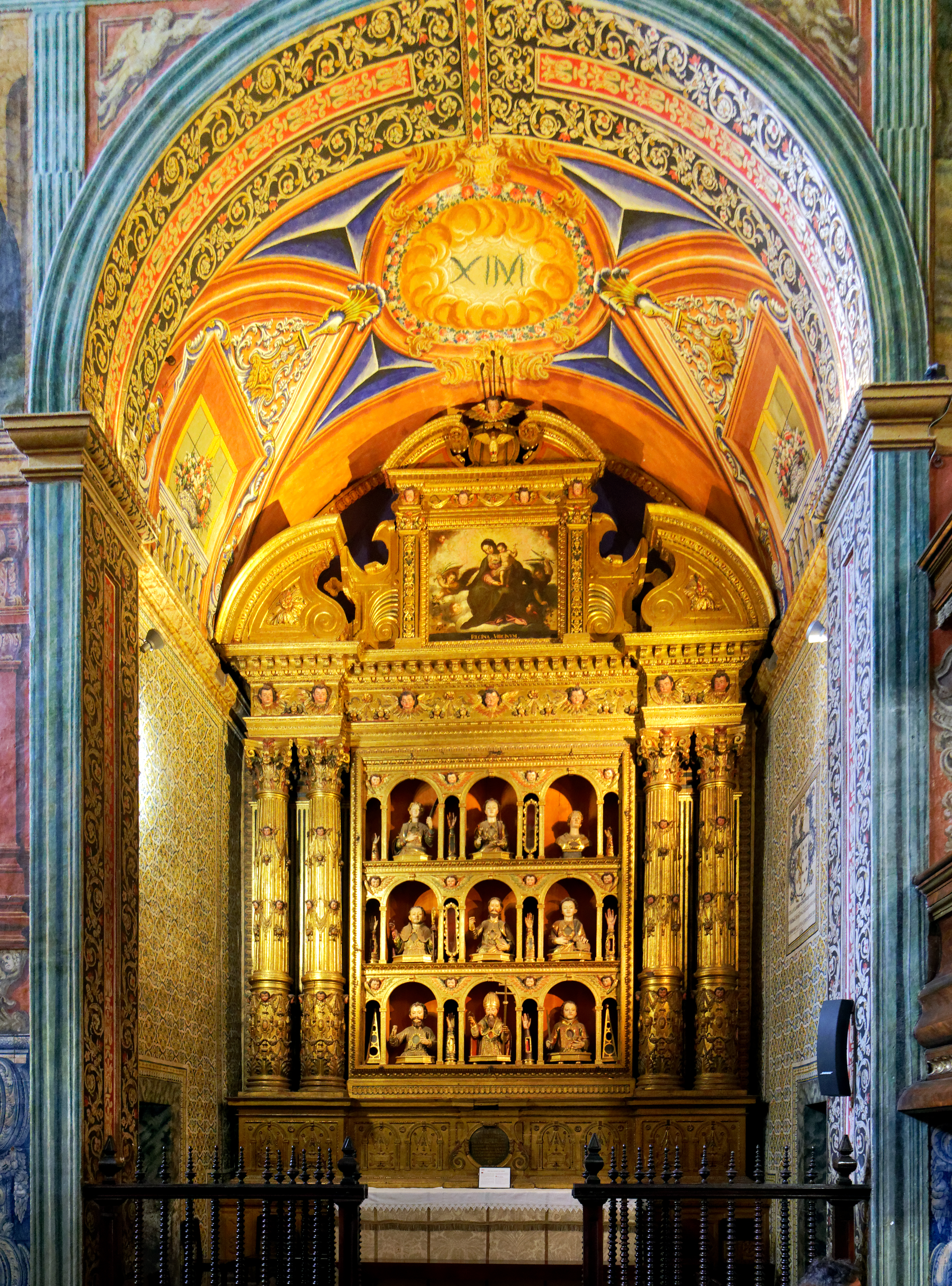